# Skosprachen
Die Skosprachen gehören zu den nicht untereinander verwandten Papuasprachen.
Hauptsächlich werden sie im Küstengebiet der Provinz Sandaun (ehemals Westsepik) im nordwestlichen Papua-Neuguinea gesprochen. Sko hat zwei Untergruppen: Vanimo und Krisa.
Zu diesen Sprachen gehören u. a.
- Vanimo
  - Skou (Westneuguinea, Indonesien)
  - Vanimo
  - Wutung
- Krisa
  - Krisa
  - Puari
  - Rawo
  - Warapu/Barupu